# لمعلمين (أولاد حسون)
لمعلمين هو دُوَّار يقع بجماعة الخالفية، إقليم الفقيه بن صالح، جهة بني ملال خنيفرة في المملكة المغربية. ينتمي الدوّار لمشيخة أولاد حسون التي تضم 8 دواوير. يقدر عدد سكانه بـ 574 نسمة حسب الإحصاء الرسمي للسكان والسكنى لسنة 2004.

## روابط خارجية
- البوابة الوطنية للجماعات الترابية نسخة محفوظة 12 مارس 2018 على موقع واي باك مشين.
- المندوبية السامية للتخطيط